# Patrick Schulz
Patrick Schulz (* 30. September 1988 in Magdeburg) ist ein deutscher Handballtorwart. Der 1,96 m große Torhüter spielt seit 2023 beim deutschen Drittligisten TV Homburg.

## Karriere
Patrick Schulz begann 1995 mit dem Handballspielen beim TuS Magdeburg, war anfänglich Feldspieler, und ging erst zwei Jahre später auf die Torhüterposition. Eine Zwischenstation in seiner Jugend war der Fermersleber SV 1895. Zwischen 2005 und 2007 spielte Schulz für die SG Eintracht Glinde in der Regionalliga Nord. Ab der Saison 2007/08 stand der ehemalige Juniorennationalspieler für die SC Magdeburg YoungsterS im Tor und gehörte zum Kader des SC Magdeburg. Im Jahr 2009 wurde Patrick Schulz mit der deutschen U-21-Nationalmannschaft beim Turnier in Ägypten Weltmeister. Von 2011 bis zum Saisonende 2013 spielte er bei der Eintracht Hildesheim. Anschließend war er einige Monate vertragslos, bis er sich im Dezember 2013 dem Drittligisten SG LVB Leipzig anschloss. Im Sommer 2014 wechselte er wieder in die 2. Handball-Bundesliga zur HG Saarlouis, wo er einen Zweijahresvertrag unterschrieb. Zwar stieg er 2018 mit den Saarländern in die Drittklassigkeit ab, doch vier Jahre später schloss Schulz sich dem luxemburgischen Rekordmeister HB Dudelange an. Ein Jahr später wechselte er zum Drittligaaufsteiger TV Homburg.

## Erfolge
- U-21-Weltmeister: 2009